# Leichtathletik-Weltmeisterschaften 2015/200 m der Männer

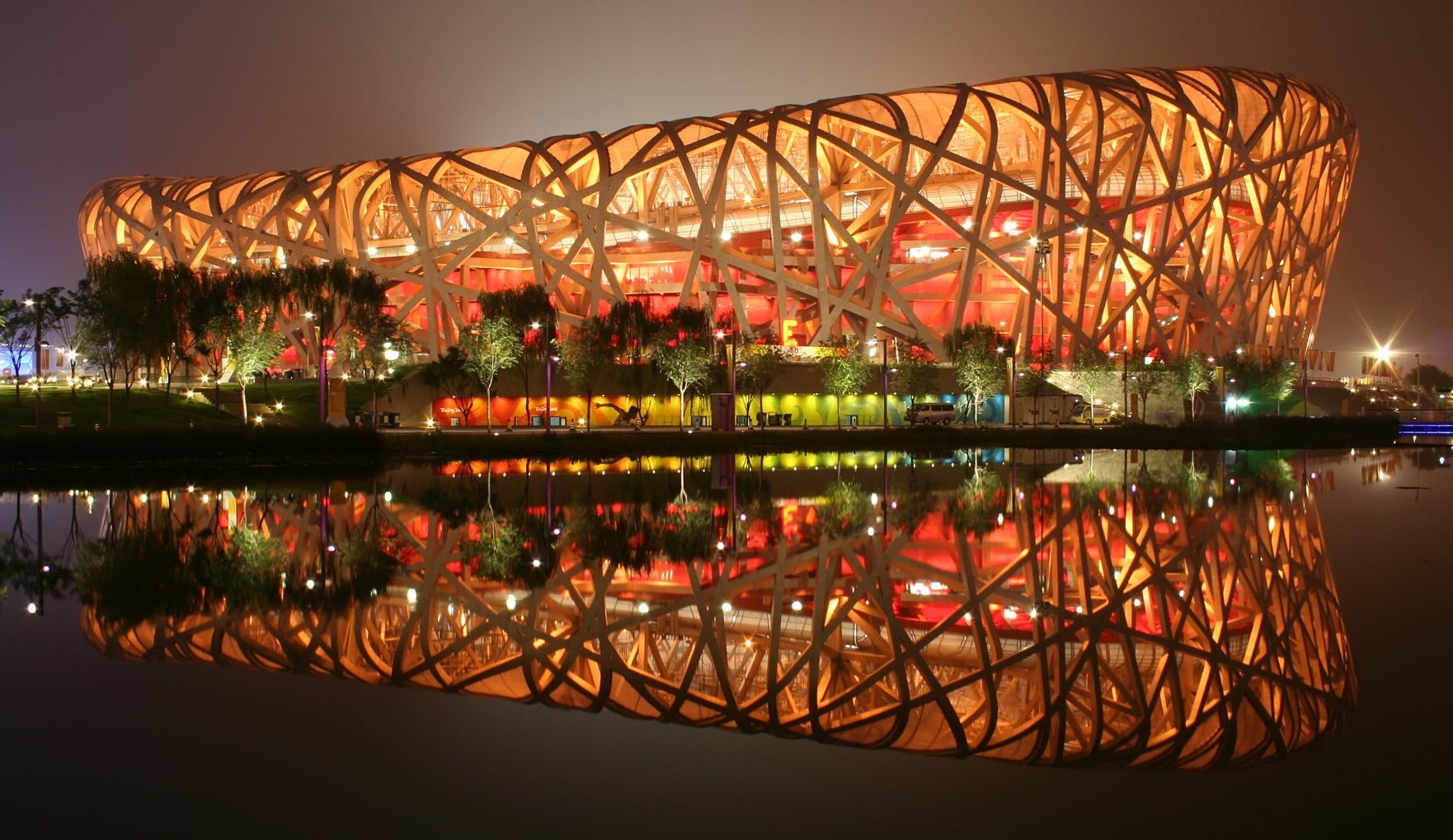
Das Nationalstadion Peking während der Weltmeisterschaften

Der 200-Meter-Lauf der Männer bei den Leichtathletik-Weltmeisterschaften 2015 fand am 25., 26. und 27. August 2015 m Nationalstadion der chinesischen Hauptstadt Peking statt.
Zu seinem über 200 Meter vierten WM-Triumph in Folge kam der hoch favorisierte Jamaikaner Usain Bolt. Er war darüber hinaus über 100 Meter in den Jahren 2009, 2013 und vier Tage zuvor hier in Moskau Weltmeister geworden. Als Mitglied der 4-mal-100-Meter-Staffel seines Landes hatte er wie über 200 Meter von 2009 bis 2013 WM-Gold gewonnen und auch hier in Moskau gab es am vorletzten Tag eine weitere Staffel-Goldmedaille für den Seriensieger Usain Bolt.

Silber ging wie schon über 100 Meter an den US-amerikanischen Weltmeister von 2005 Justin Gatlin. Er hatte über 100 Meter 2005 WM-Gold und 2013 WM-Silber gewonnen. Mit seiner Sprintstaffel war Justin Gatlin 2013 außerdem Vizeweltmeister geworden.

Bronze errang der Südafrikaner Anaso Jobodwana.

## Bestehende Rekorde
| Weltrekord               | Usain Bolt | 19,19 s | Berlin, Deutschland       | 20. August 2009 |
| Weltmeisterschaftsrekord | Usain Bolt | 19,19 s | WM in Berlin, Deutschland | 20. August 2009 |

Der bestehende WM-Rekord wurde bei diesen Weltmeisterschaften nicht eingestellt und nicht verbessert.
Es gab drei Landesrekorde:
- 20,01 s – Ramil Guliyev (Türkei), erster Vorlauf, Wind: −0,3 m/s
- 20,05 s – Femi Ogunode (Katar), zweites Halbfinale, Wind: −0,2 m/s
- 19,87 s – Anaso Jobodwana (Südafrika), Finale, Wind: −0,1 m/s

## Vorläufe
Aus den sechs Vorläufen qualifizierten sich die jeweils drei Ersten jedes Laufes – hellblau unterlegt – und zusätzlich die drei Zeitschnellsten – hellgrün unterlegt – für das Halbfinale.

### Lauf 1
25. August 2015, 19:30 Uhr (13:30 Uhr MESZ)

Wind: −0,3 m/s
| Platz | Bahn | Name                  | Land           | Zeit (s)                     |
| ----- | ---- | --------------------- | -------------- | ---------------------------- |
| 1     | 8    | Ramil Guliyev         | Türkei         | 20,01 NR                     |
| 2     | 2    | Kenji Fujimitsu       | Japan          | 20,28                        |
| 3     | 9    | Reynier Mena          | Kuba           | 20,73                        |
| 4     | 7    | Hua Wilfried Koffi    | Elfenbeinküste | 20,39 SB                     |
| 5     | 1    | Mike Mokamba Nyang’au | Kenia          | 20,51                        |
| 6     | 3    | Isiah Young           | USA            | 20,51                        |
| 7     | 5    | Mohammed Abukhousa    | Palästina      | 21,36 SB                     |
| 8     | 6    | Liaqat Ali            | Pakistan       | 21,55                        |
| DSQ   | 6    | Saeed Ahmed Ali       | Sudan          | IAAF Rule 163.3a – Fehlstart |

Im ersten Vorlauf ausgeschiedene Sprinter:

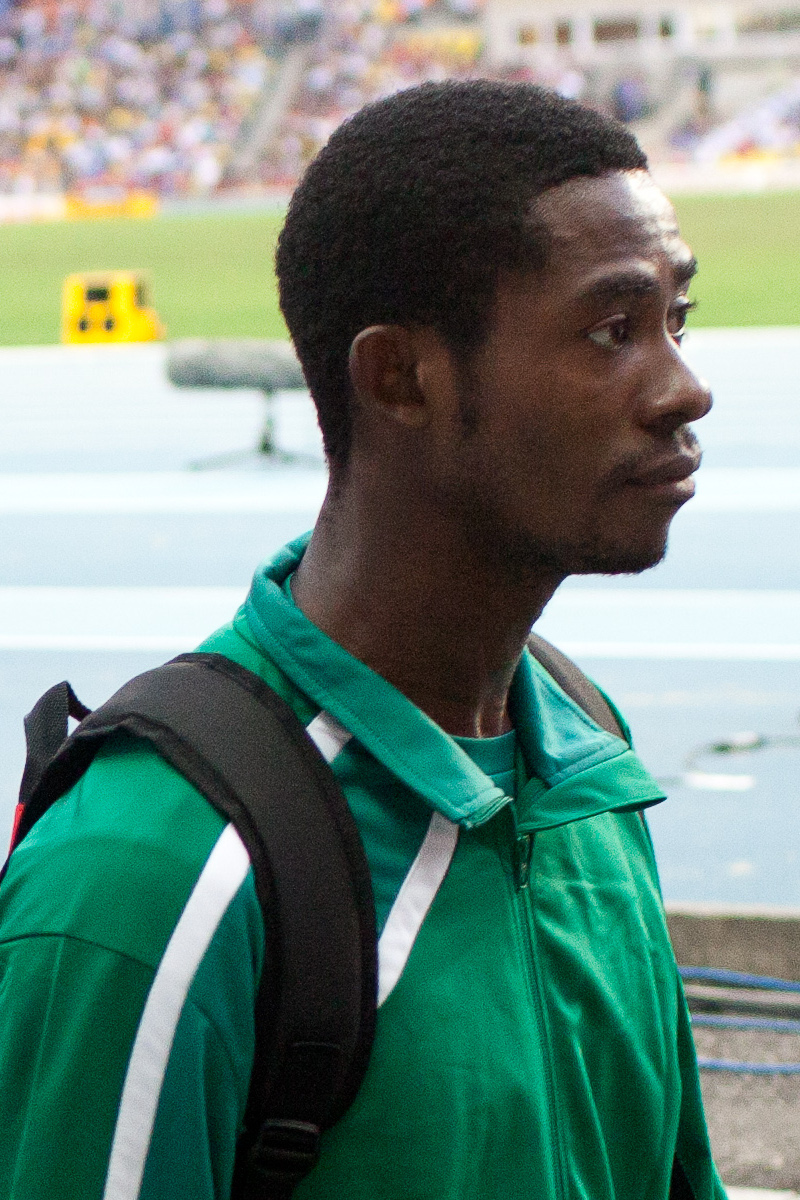
Hua Wilfried Koffi Rang vier in 20,39 s
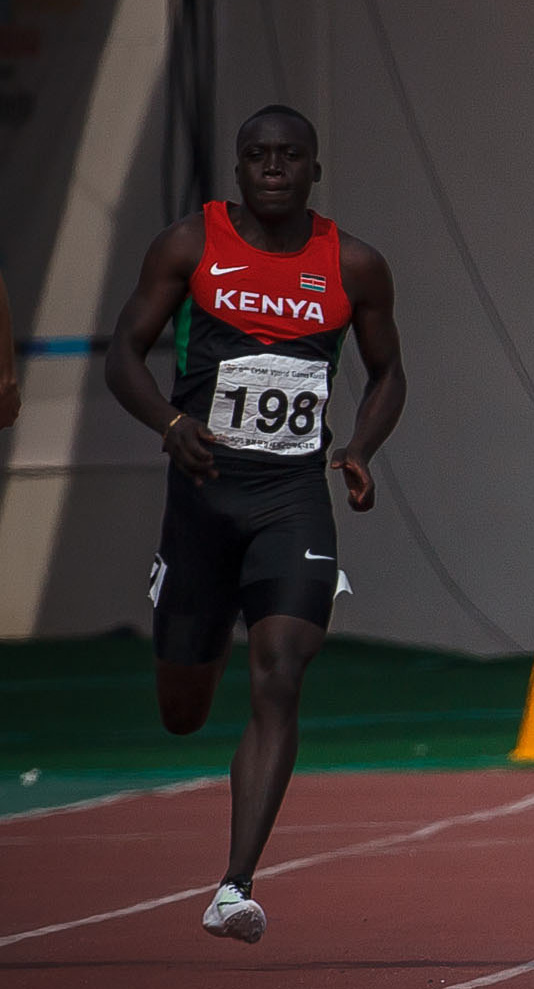
Mike Mokamba Nyang’au Rang fünf in 20,51 s
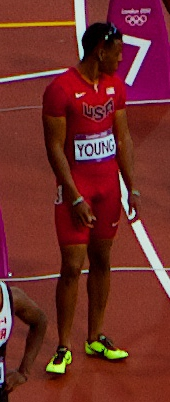
Isiah Young Rang sechs in 20,51 s
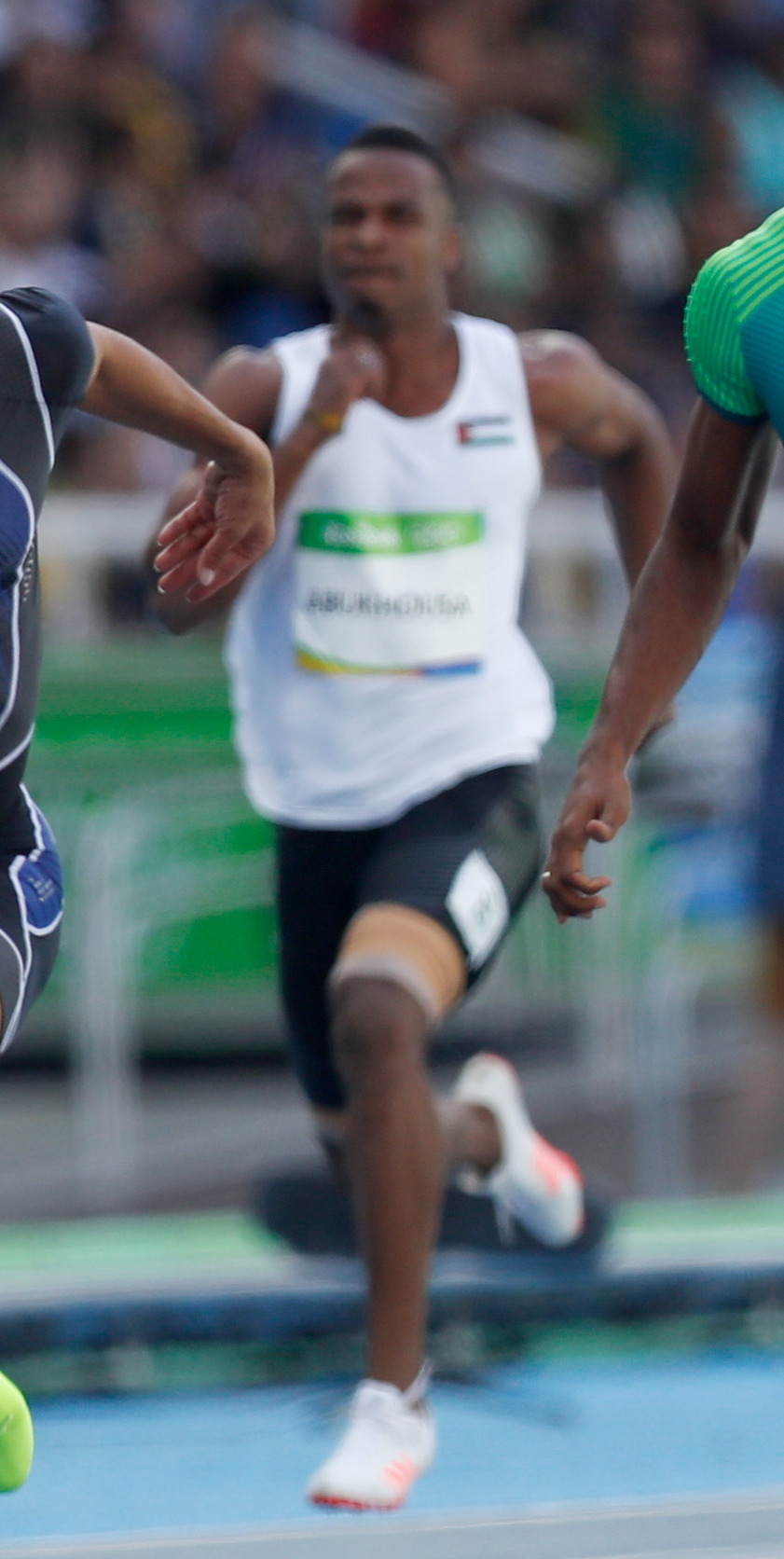
Mohammed Abukhousa Rang sieben in 21,36 s

### Lauf 2

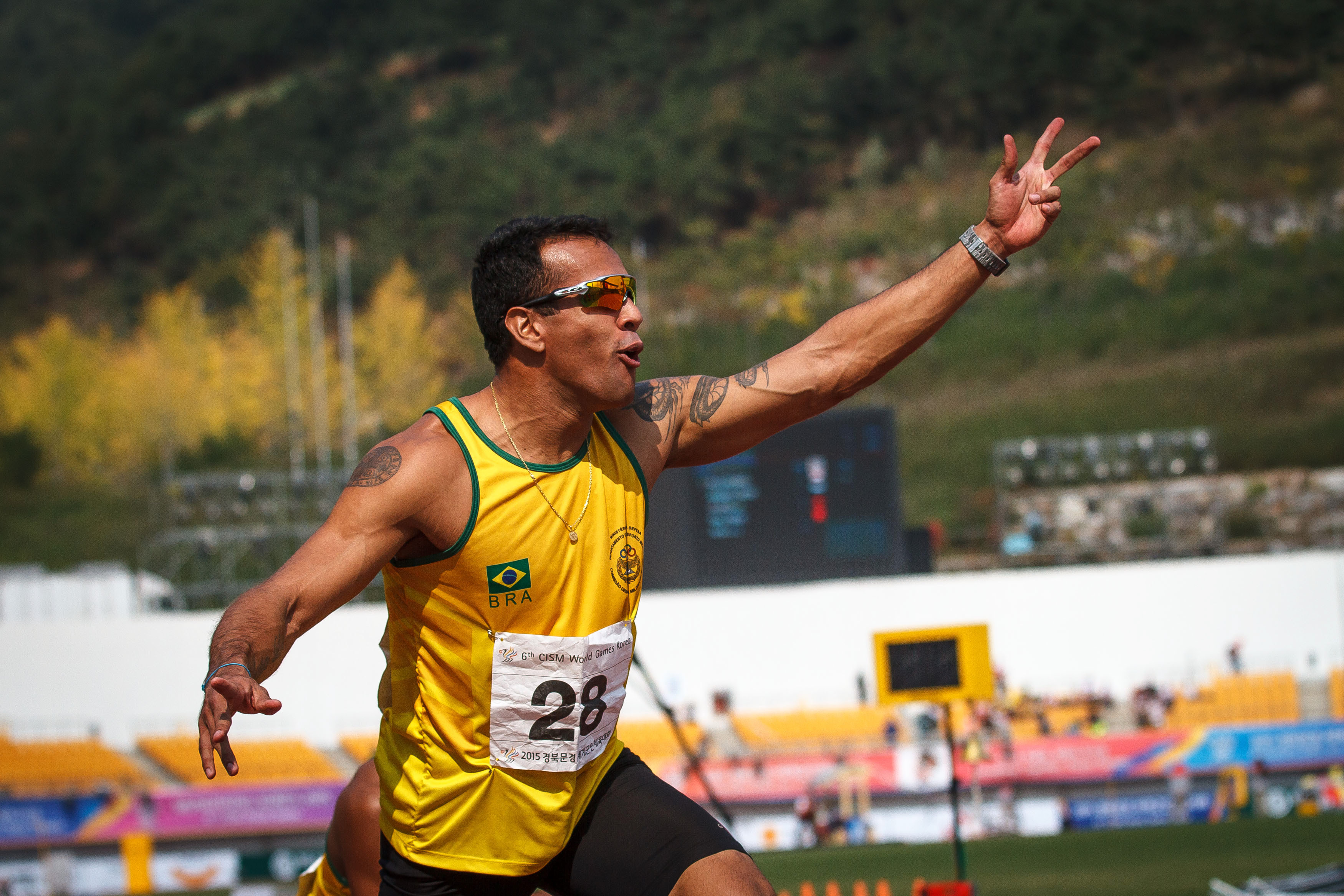
Bruno de Barros – ausgeschieden als Fünfter in 20,42 s
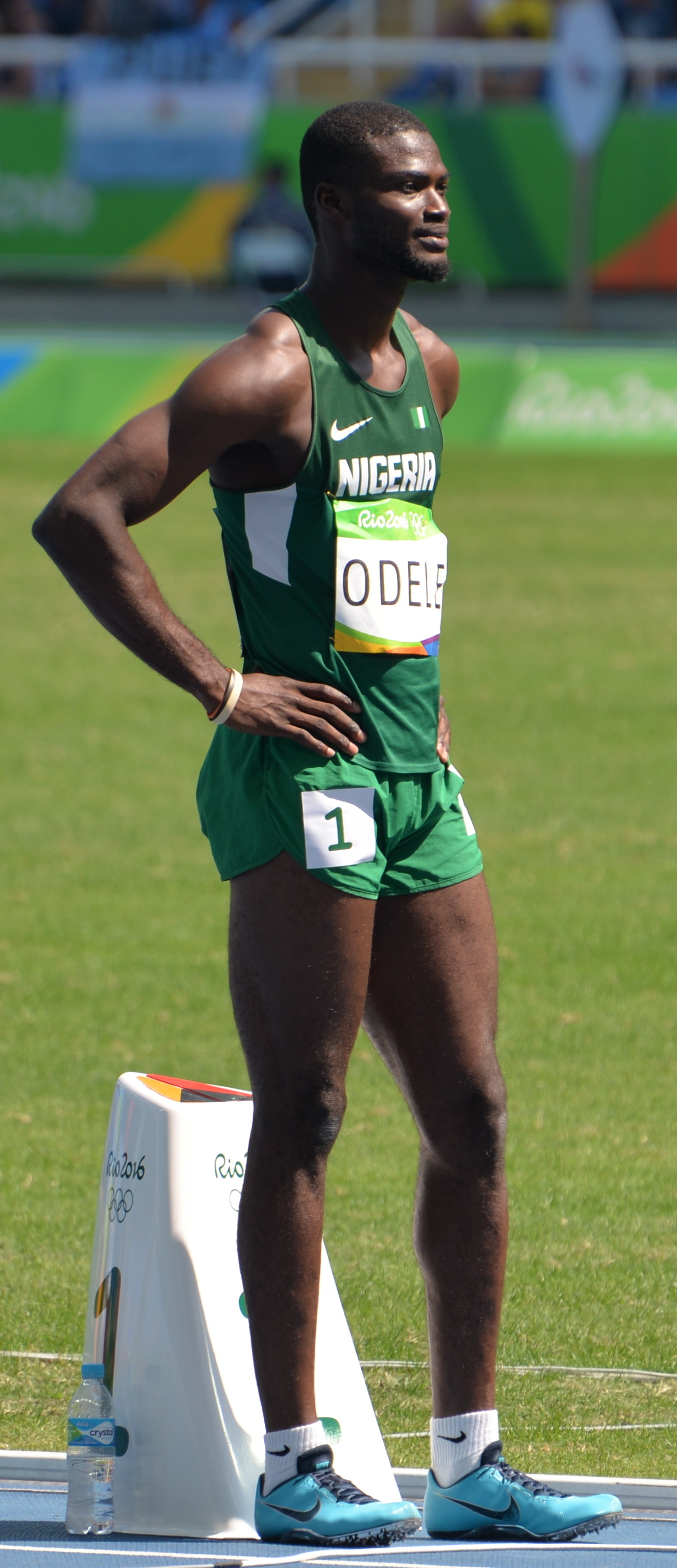
Tega Odele – ausgeschieden als Sechster in 20,49 s
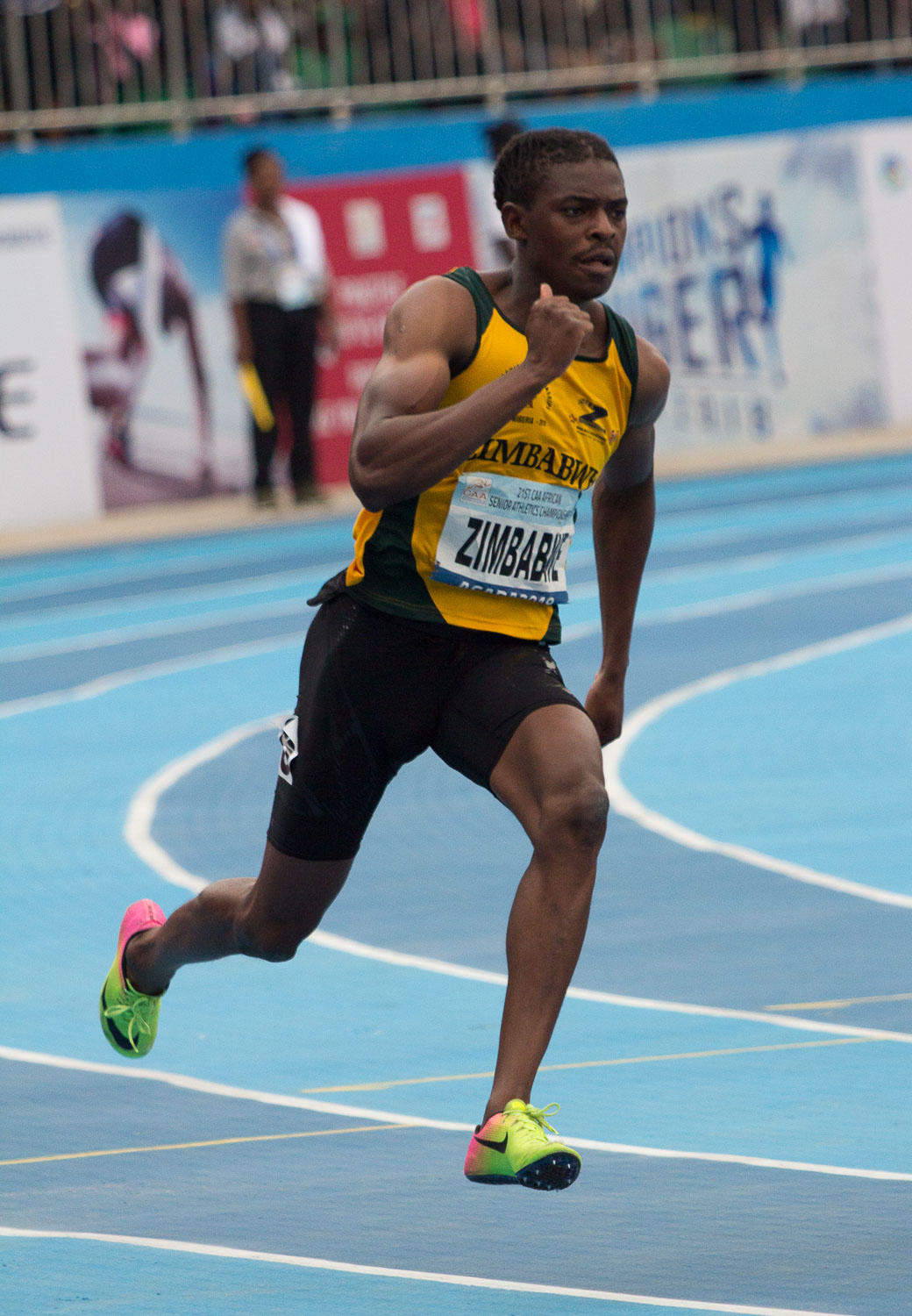
Tatenda Tsumba – ausgeschieden als Siebter in 21,21 s

25. August 2015, 19:27 Uhr (13:27 Uhr MESZ)

Wind: −1,4 m/s
| Platz | Bahn | Name                | Land               | Zeit (s) |
| ----- | ---- | ------------------- | ------------------ | -------- |
| 1     | 7    | Alonso Edward       | Panama             | 20,11    |
| 2     | 5    | Churandy Martina    | Niederlande        | 20,22    |
| 3     | 3    | Christophe Lemaitre | Frankreich         | 20,29    |
| 4     | 6    | Kei Takase          | Japan              | 20,33    |
| 5     | 4    | Bruno de Barros     | Brasilien          | 20,42    |
| 6     | 2    | Tega Odele          | Nigeria            | 20,49    |
| 7     | 1    | Tatenda Tsumba      | Simbabwe           | 21,21    |
| 8     | 8    | Luka Rakić          | Montenegro         | 21,86    |
| 9     | 9    | Beouch Ngirchongor  | Nördliche Marianen | 23,93 PB |

### Lauf 3

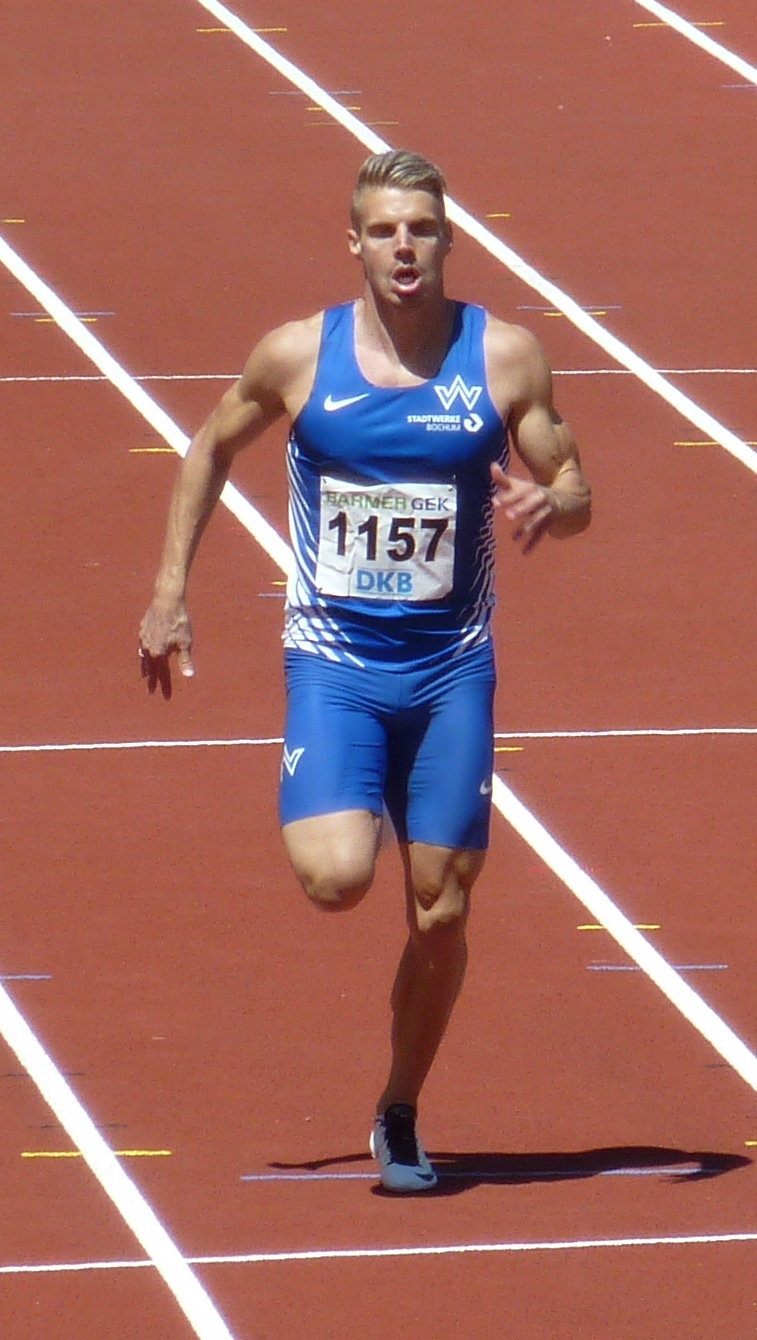
Julian Reus – ausgeschieden als Vierter in 20,51 s

25. August 2015, 19:44 Uhr (13:44 Uhr MESZ)

Wind: +0,1 m/s
| Platz | Bahn | Name               | Land                    | Zeit (s)                     |
| ----- | ---- | ------------------ | ----------------------- | ---------------------------- |
| 1     | 4    | Usain Bolt         | Jamaika                 | 20,26                        |
| 2     | 6    | Roberto Skyers     | Kuba                    | 20,29                        |
| 3     | 7    | Yancarlos Martínez | Dominikanische Republik | 20,34                        |
| 4     | 3    | Julian Reus        | Deutschland             | 20,51                        |
| 5     | 1    | Julius Morris      | Montserrat              | 20,56                        |
| 6     | 8    | Teray Smith        | Bahamas                 | 20,91                        |
| 7     | 9    | Sydney Siame       | Sambia                  | 21,08                        |
| 8     | 2    | Mauriel Carty      | Anguilla                | 22,63 SB                     |
| DSQ   | 5    | Rolando Palacios   | Honduras                | IAAF Rule 163.3a – Fehlstart |

### Lauf 4

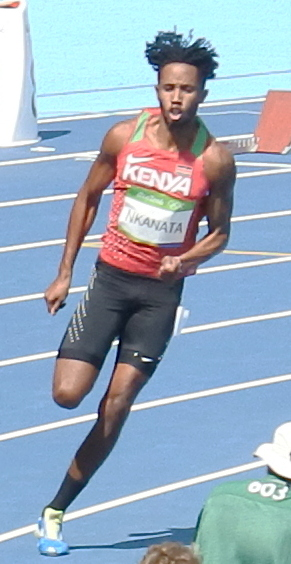
Carvin Nkanata – ausgeschieden als Vierter in 20,43 s
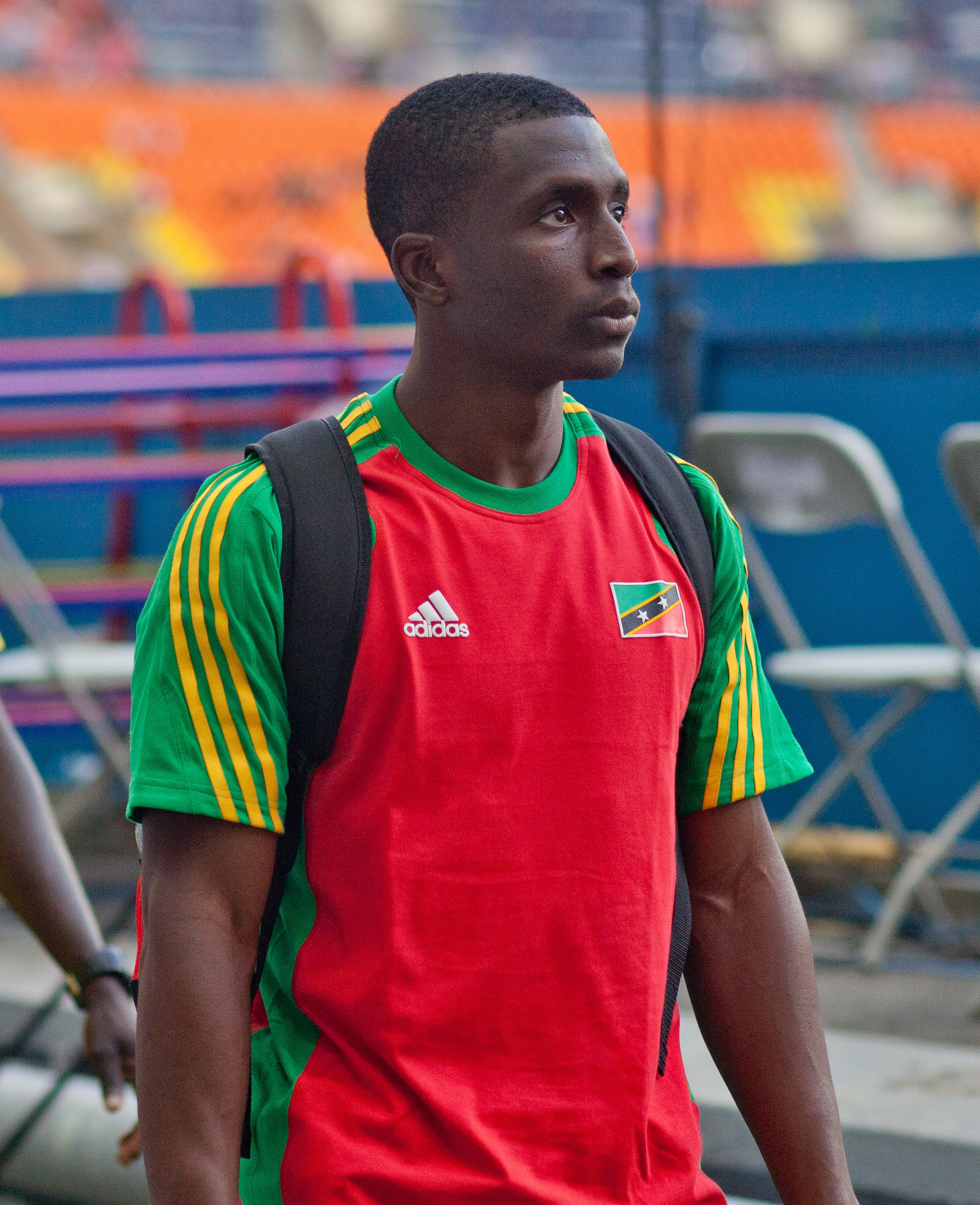
Antoine Adams – ausgeschieden als Sechster in 20,75 s

25. August 2015, 19:51 Uhr (13:51 Uhr MESZ)

Wind: 0,0 m/s
| Platz | Bahn | Name                      | Land                | Zeit (s) |
| ----- | ---- | ------------------------- | ------------------- | -------- |
| 1     | 3    | Justin Gatlin             | USA                 | 20,19    |
| 2     | 9    | Abdul Hakim Sani Brown    | Japan               | 20,35    |
| 3     | 2    | Nickel Ashmeade           | Jamaika             | 20,40    |
| 4     | 6    | Carvin Nkanata            | Kenia               | 20,43    |
| 5     | 4    | Jeffrey John              | Frankreich          | 20.48    |
| 6     | 8    | Antoine Adams             | St. Kitts und Nevis | 20,75    |
| 7     | 5    | Phearath Nget             | Kambodscha          | 22,11    |
| 8     | 1    | Jerai Torres              | Gibraltar           | 22,77 SB |
| DNS   | 7    | Mohammad Hossein Abareghi | Iran                |          |

### Lauf 5

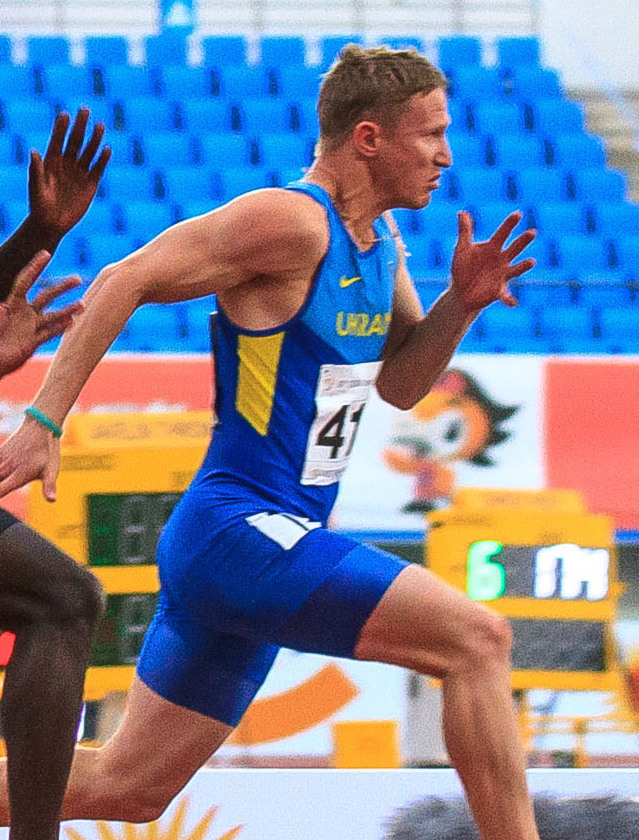
Serhij Smelyk – ausgeschieden als Sechster in 20,60 s
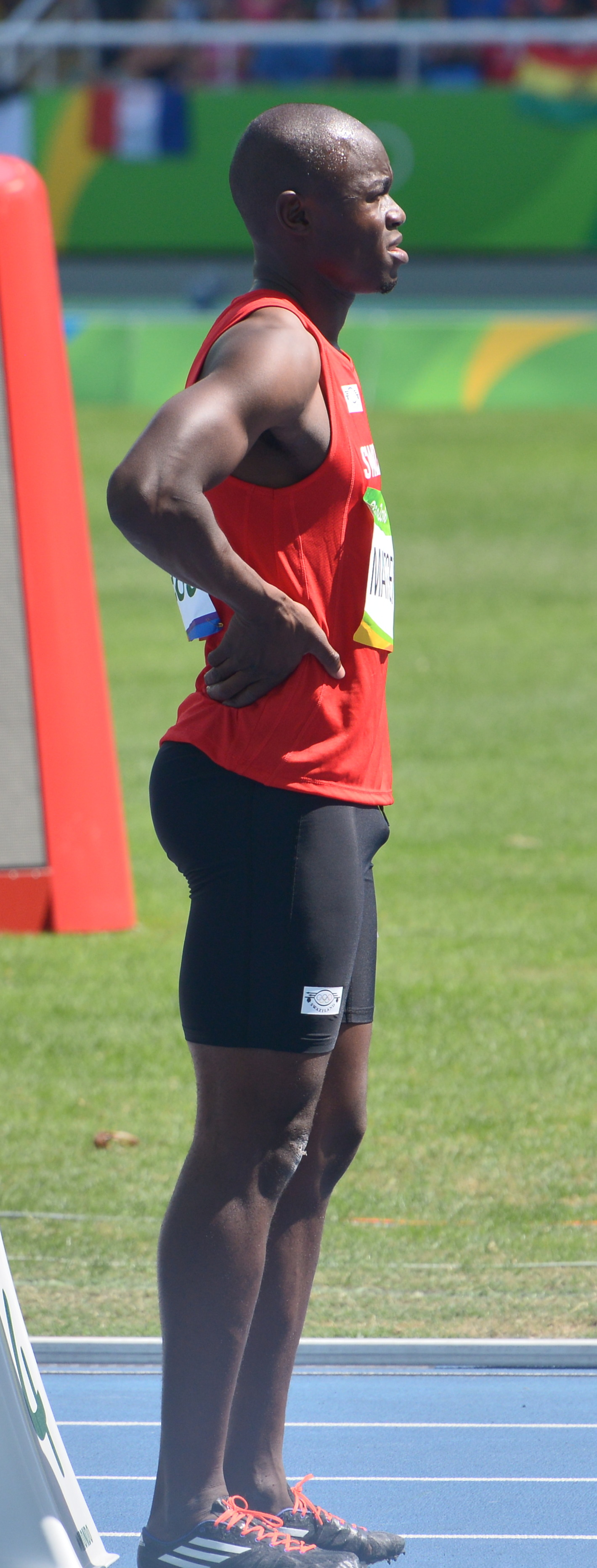
Sibusiso Matsenjwa – ausgeschieden als Siebter in 20,78 s

25. August 2015, 19:58 Uhr (13:58 Uhr MESZ)

Wind: −0,4 m/s
| Platz | Bahn | Name               | Land           | Zeit (s) |
| ----- | ---- | ------------------ | -------------- | -------- |
| 1     | 2    | Zharnel Hughes     | Großbritannien | 20,13    |
| 2     | 6    | Julian Forte       | Jamaika        | 20,16    |
| 3     | 7    | Brendon Rodney     | Kanada         | 20,18 PB |
| 4     | 3    | Akani Simbine      | Südafrika      | 20,23 PB |
| 5     | 8    | Jeremy Dodson      | Samoa          | 20,31 SB |
| 6     | 4    | Serhij Smelyk      | Ukraine        | 20,60    |
| 7     | 9    | Sibusiso Matsenjwa | Swasiland      | 20,78 SB |
| 8     | 5    | Harold Houston     | Bermuda        | 20,92    |

### Lauf 6

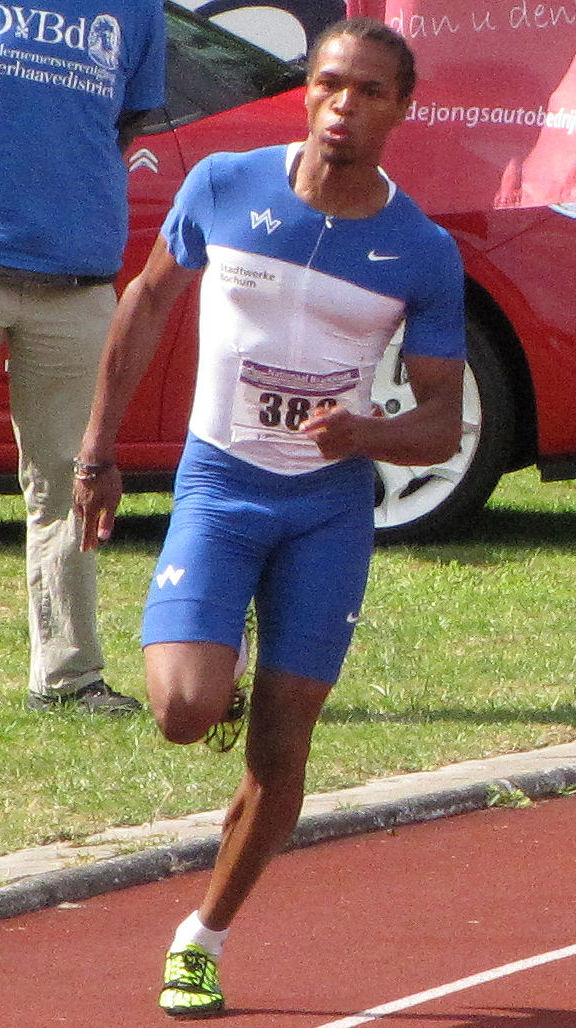
Robin Erewa – ausgeschieden als Vierter in 20,67 s
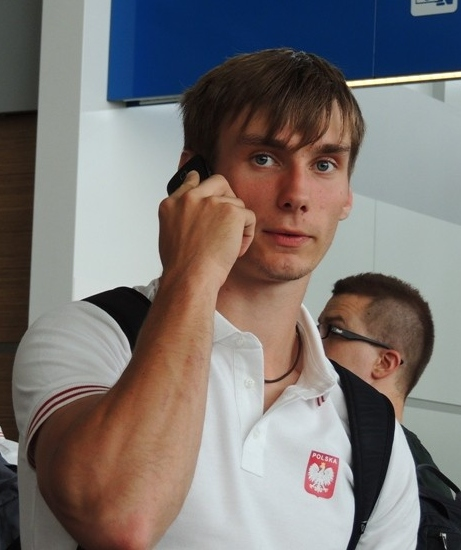
Karol Zalewski – ausgeschieden als Fünfter in 20,77 s
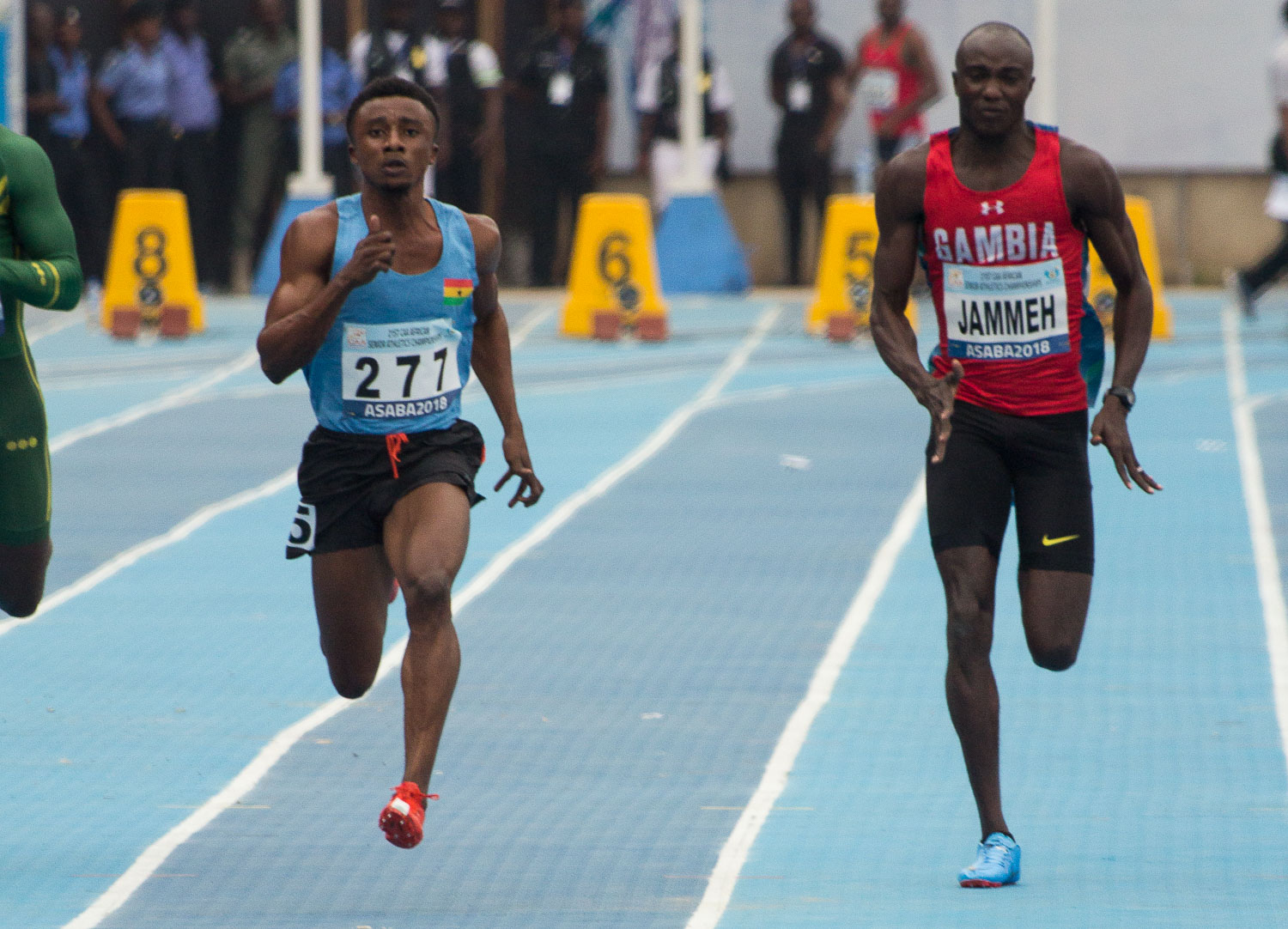
Adama Jammeh (rechts) – ausgeschieden als Sechster in 20,81 s

25. August 2015, 20:05 Uhr (14:05 Uhr MESZ)

Wind: −0,1 m/s
| Platz | Bahn | Name                        | Land           | Zeit (s) |
| ----- | ---- | --------------------------- | -------------- | -------- |
| 1     | 9    | Likoúrgos-Stéfanos Tsákonas | Griechenland   | 20,14    |
| 2     | 8    | Warren Weir                 | Jamaika        | 20,24 SB |
| 3     | 6    | Daniel Talbot               | Großbritannien | 20,35    |
| 4     | 4    | Robin Erewa                 | Deutschland    | 20,67    |
| 5     | 2    | Karol Zalewski              | Polen          | 20,77    |
| 6     | 3    | Adama Jammeh                | Gambia         | 20,81 SB |
| 7     | 5    | Mosito Lehata               | Lesotho        | 21,43    |
| DNS   | 7    | Wallace Spearmon            | USA            |          |

### Lauf 7
25. August 2015, 20:12 Uhr (14:12 Uhr MESZ)

Wind: −0,4 m/s
| Platz | Bahn | Name                    | Land                | Zeit (s)                           |
| ----- | ---- | ----------------------- | ------------------- | ---------------------------------- |
| 1     | 5    | Anaso Jobodwana         | Südafrika           | 20,22 SB                           |
| 2     | 3    | Femi Ogunode            | Katar               | 20,25 SB                           |
| 3     | 2    | Miguel Francis          | Antigua und Barbuda | 20,38                              |
| 4     | 6    | Aaron Brown             | Kanada              | 20,43                              |
| 5     | 4    | Kyle Greaux             | Trinidad und Tobago | 20,51                              |
| 6     | 9    | Aldemir da Silva Júnior | Brasilien           | 20,59                              |
| DSQ   | 7    | Álex Quiñónez           | Ecuador             | IAAF Rule 162.7 – Fehlstart        |
| DSQ   | 8    | Xie Zhenye              | Volksrepublik China | IAAF Rule 163.3a – Bahnübertretung |

Im siebten Vorlauf ausgeschiedene Sprinter:

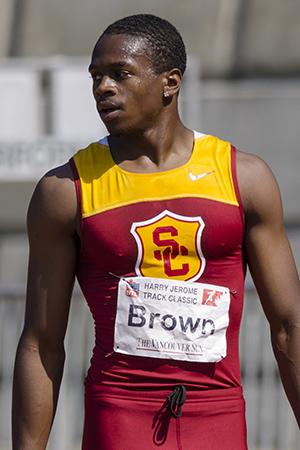
Aaron Brown Rang vier in 20,43 s
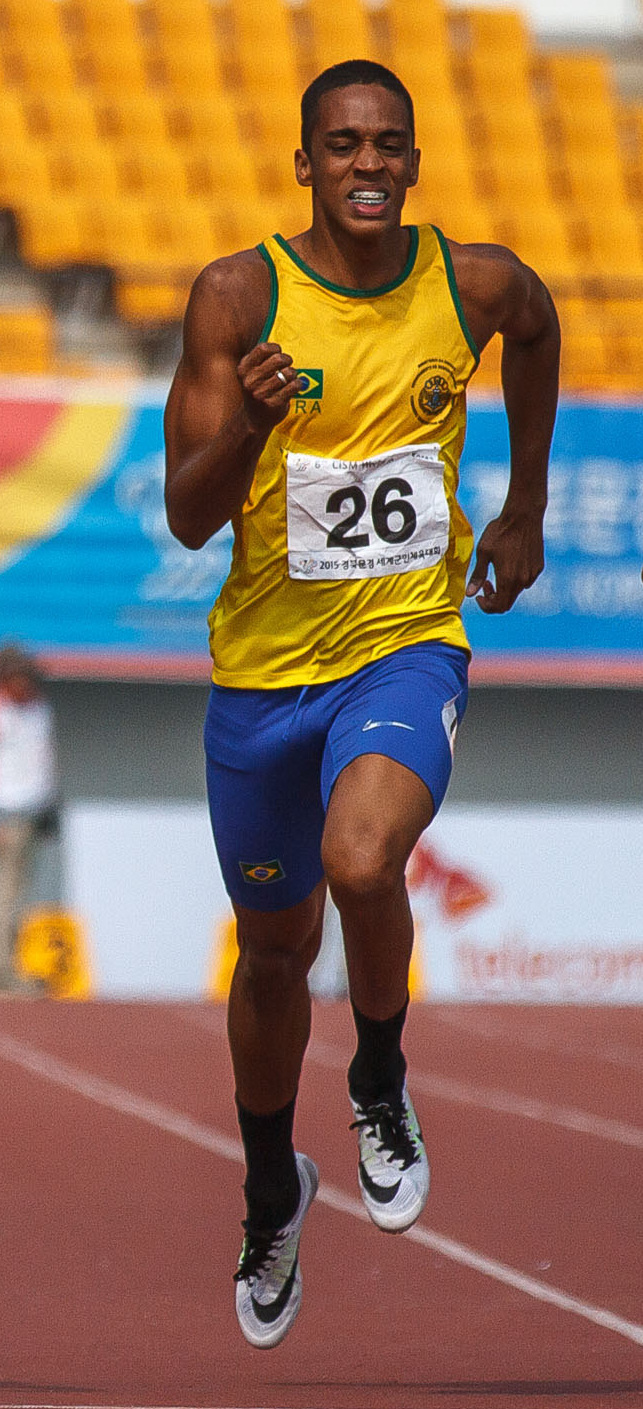
Aldemir da Silva Júnior Rang sechs in 20,59 s
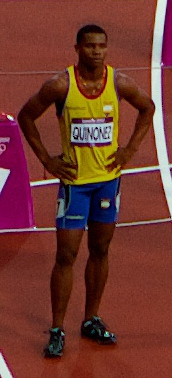
Álex Quiñónez nach Fehlstart disqualifiziert
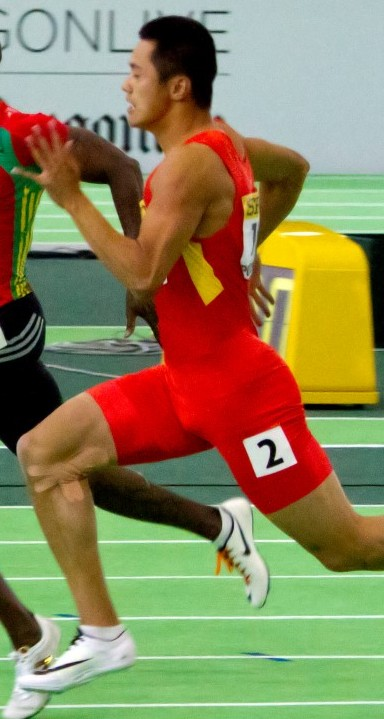
Xie Zhenye disqualifiziert wegen Bahnübertretung

## Halbfinale
Aus den drei Halbfinalläufen qualifizierten sich die beiden Ersten jedes Laufes – hellblau unterlegt – und zusätzlich die beiden Zeitschnellsten – hellgrün unterlegt – für das Finale.

### Lauf 1
26. August 2015, 20:30 Uhr (14:30 Uhr MESZ)

Wind: +0,4 m/s
| Platz | Bahn | Name                        | Land           | Zeit (s) |
| ----- | ---- | --------------------------- | -------------- | -------- |
| 1     | 7    | Zharnel Hughes              | Großbritannien | 20,14    |
| 2     | 2    | Nickel Ashmeade             | Jamaika        | 20,19    |
| 3     | 5    | Churandy Martina            | Niederlande    | 20,20 SB |
| 4     | 6    | Likoúrgos-Stéfanos Tsákonas | Griechenland   | 20,22    |
| 5     | 9    | Christophe Lemaitre         | Frankreich     | 20,34    |
| 6     | 3    | Akani Simbine               | Südafrika      | 20,37    |
| 7     | 4    | Warren Weir                 | Jamaika        | 20,43    |
| 8     | 8    | Brendon Rodney              | Kanada         | 20,46    |

Im ersten Halbfinale ausgeschiedene Sprinter:

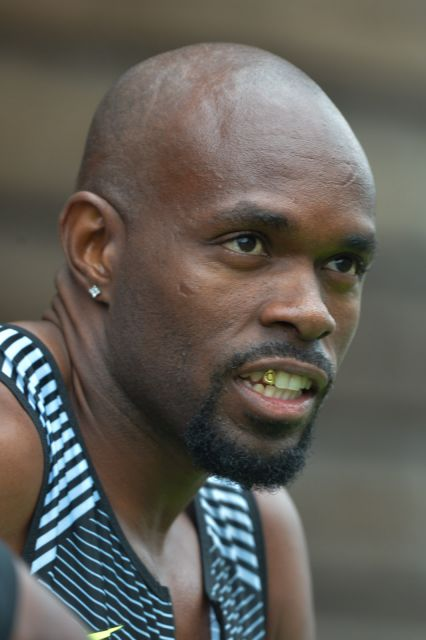
Churandy Martina Rang drei in 20,20 s
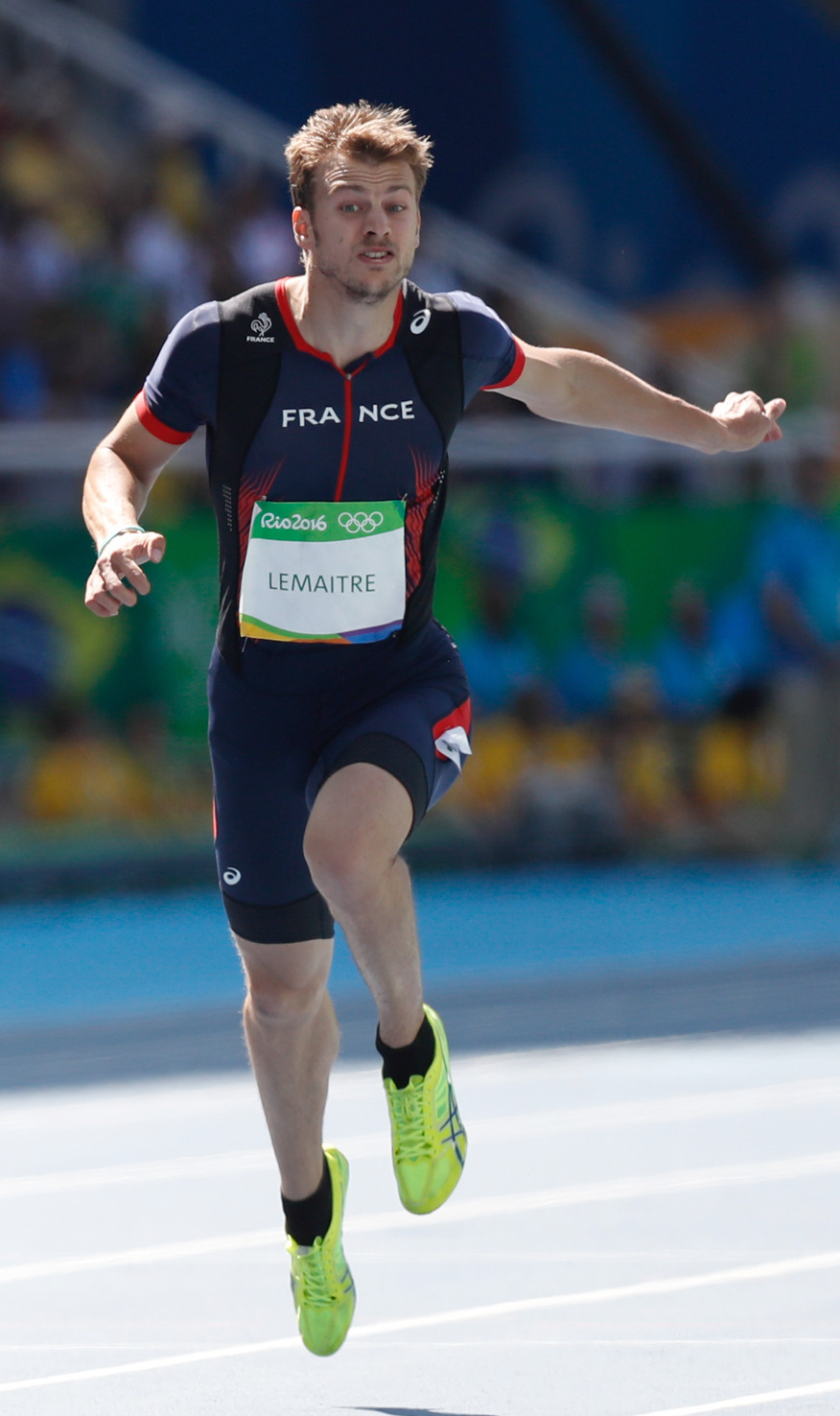
Christophe Lemaitre Rang fünf in 20,34 s
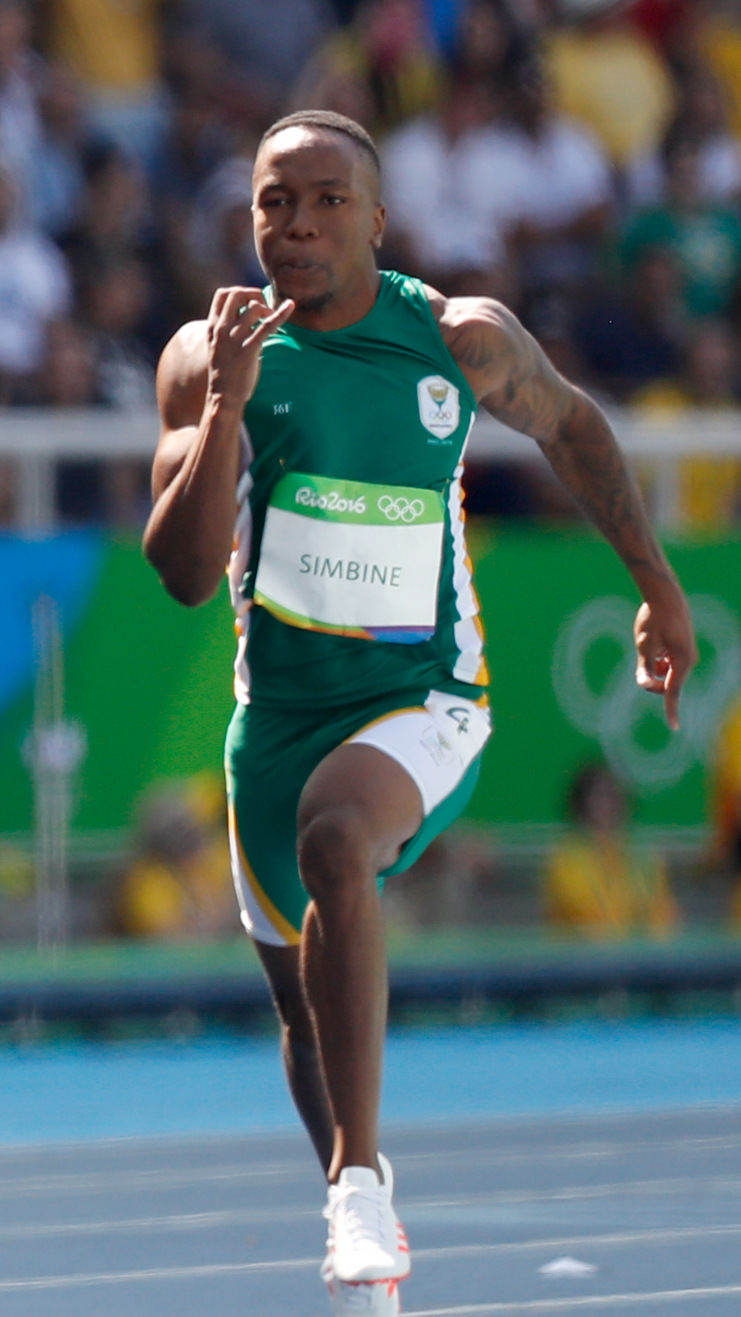
Akani Simbine Rang sechs in 20,37 s
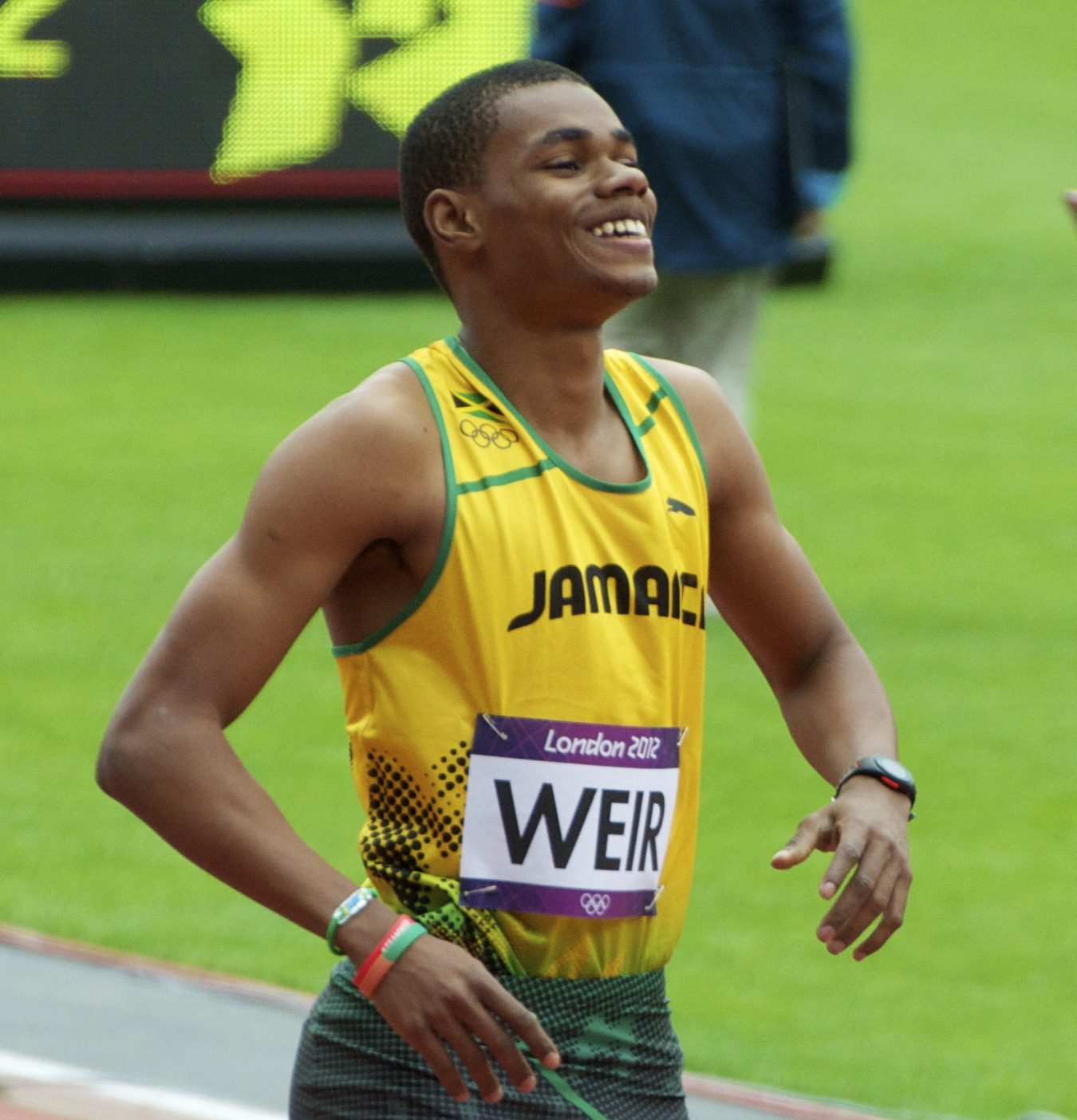
Warren Weir Rang sieben in 20,43 s
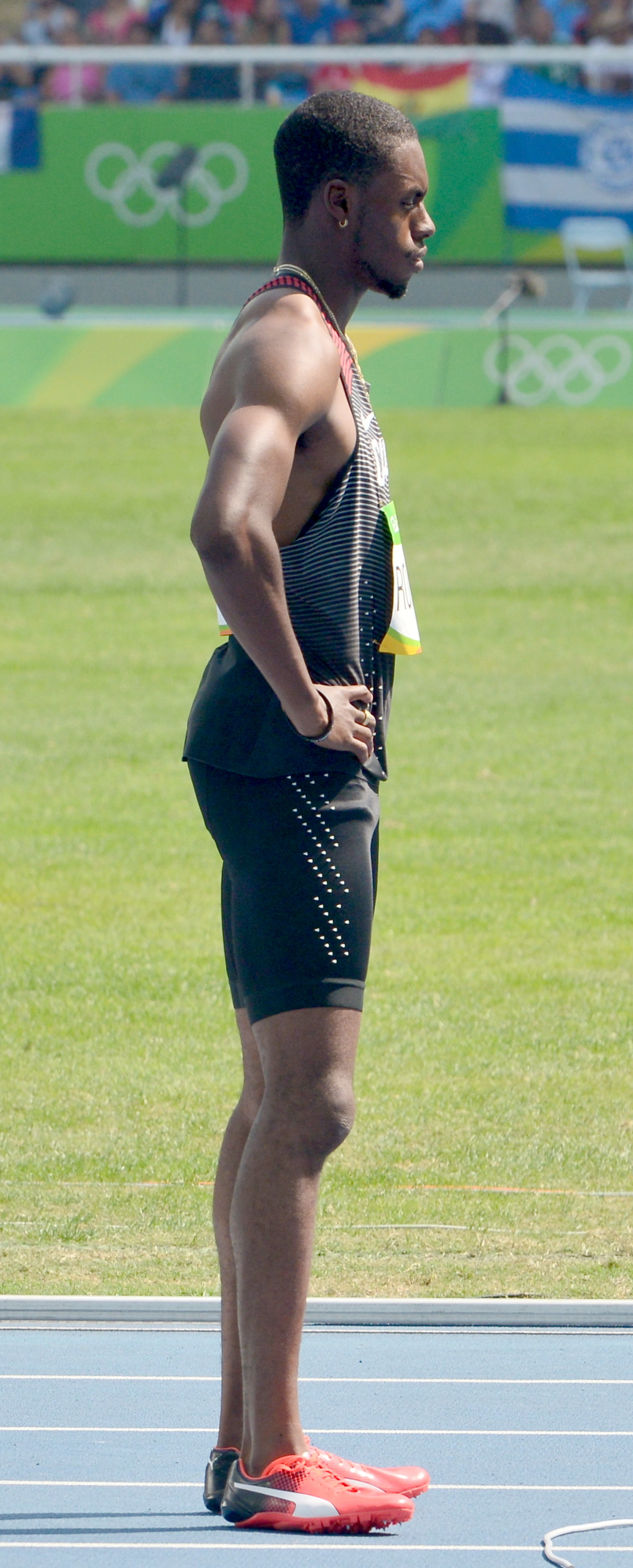
Brendon Rodney Rang acht in 20,46 s

### Lauf 2
26. August 2015, 20:38 Uhr (14:38 Uhr MESZ)

Wind: −0,2 m/s
| Platz | Bahn | Name                   | Land                    | Zeit (s) |
| ----- | ---- | ---------------------- | ----------------------- | -------- |
| 1     | 7    | Justin Gatlin          | USA                     | 19,87    |
| 2     | 4    | Alonso Edward          | Panama                  | 20,02    |
| 3     | 6    | Femi Ogunode           | Katar                   | 20,05 NR |
| 4     | 8    | Yancarlos Martínez     | Dominikanische Republik | 20,31    |
| 5     | 9    | Abdul Hakim Sani Brown | Japan                   | 20,47    |
| 6     | 3    | Jeremy Dodson          | Samoa                   | 20,53    |
| 7     | 2    | Reynier Mena           | Kuba                    | 20,56    |
| 8     | 5    | Julian Forte           | Jamaika                 | 20,57    |

Im zweiten Halbfinale ausgeschiedene Sprinter:

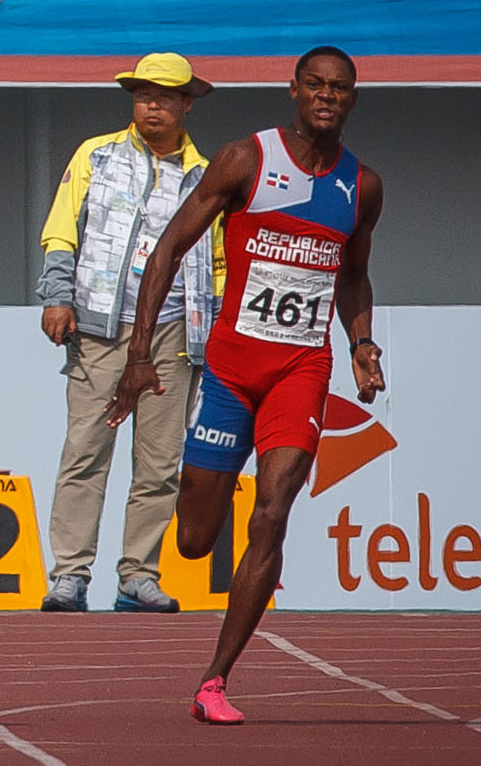
Yancarlos Martínez Rang vier in 20,31 s
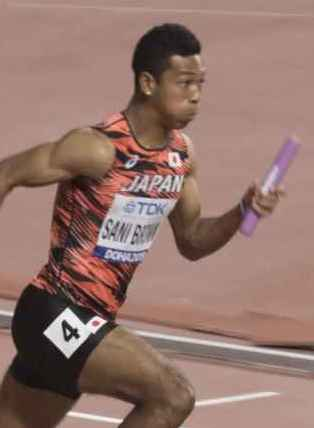
Abdul Hakim Sani Brown Rang fünf in 20,47 s
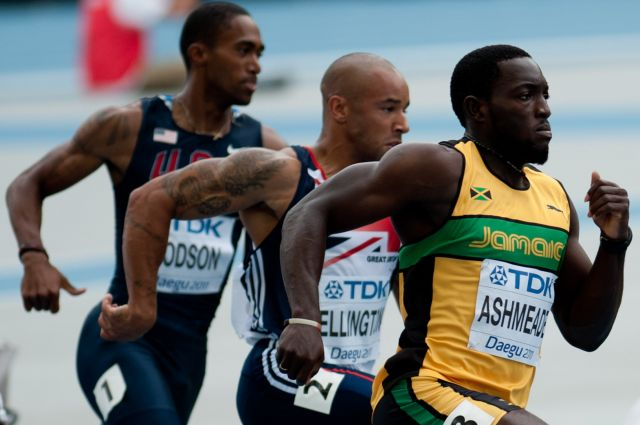
Jeremy Dodson (links) Rang sechs in 20,53 s
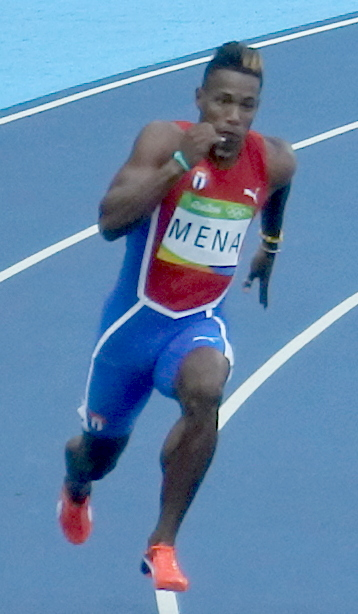
Reynier Mena Rang sieben in 20,56 s
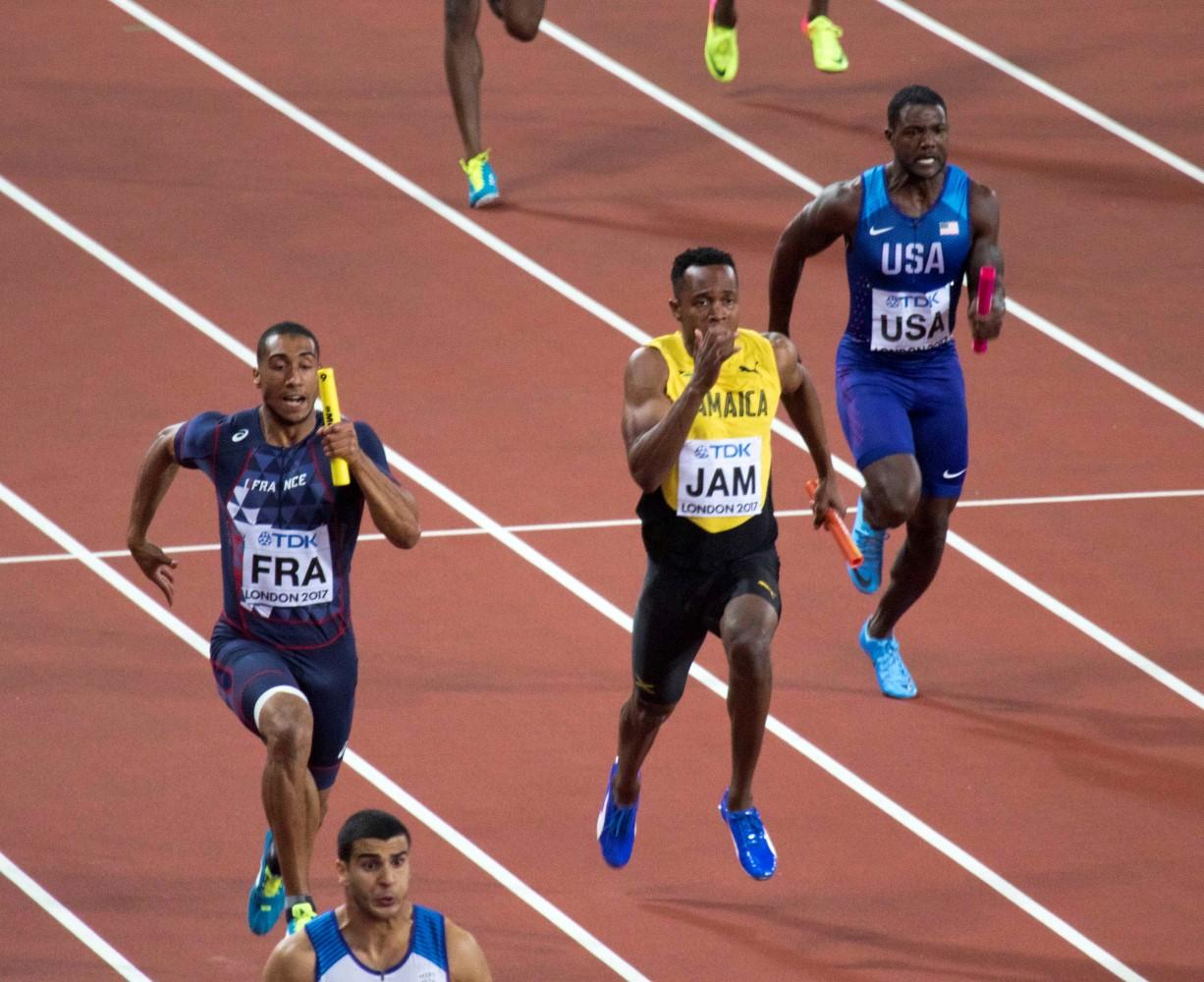
Julian Forte (Mitte) Rang acht in 20,57 s

### Lauf 3

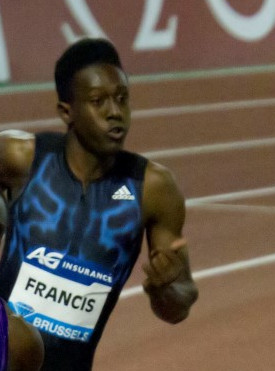
Miguel Francis – ausgeschieden als Vierter in 20,14 s
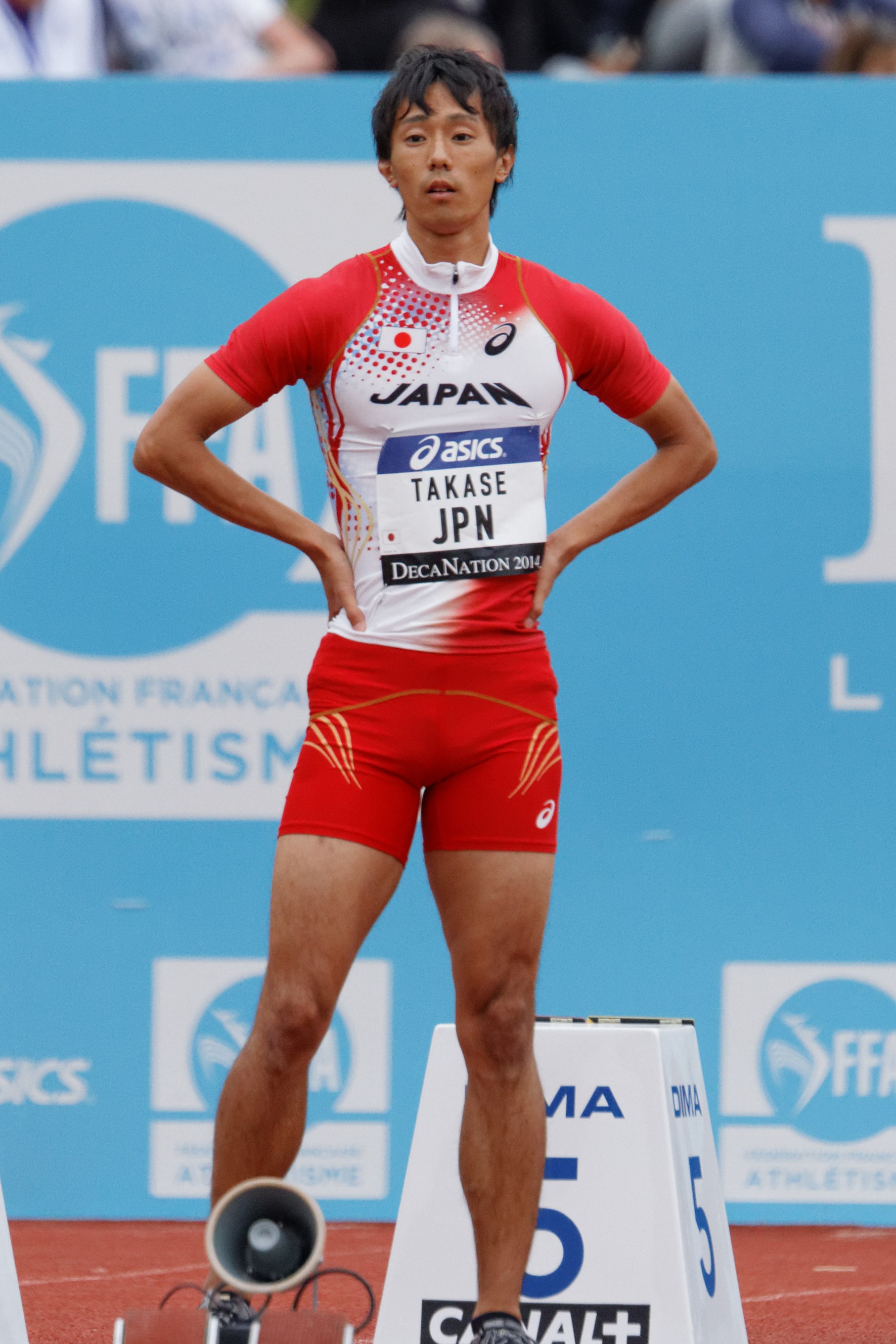
Kei Takase – ausgeschieden als Achter in 20,64 s

26. August 2015, 20:46 Uhr (14:46 Uhr MESZ)

Wind: +0,8 m/s
| Platz | Bahn | Name            | Land                | Zeit (s) |
| ----- | ---- | --------------- | ------------------- | -------- |
| 1     | 7    | Usain Bolt      | Jamaika             | 19,95 SB |
| 2     | 6    | Anaso Jobodwana | Südafrika           | 20,01 PB |
| 3     | 4    | Ramil Guliyev   | Türkei              | 20,10    |
| 4     | 3    | Miguel Francis  | Antigua und Barbuda | 20,14    |
| 5     | 9    | Roberto Skyers  | Kuba                | 20,23    |
| 6     | 8    | Daniel Talbot   | Großbritannien      | 20,27 PB |
| 7     | 5    | Kenji Fujimitsu | Japan               | 20,34    |
| 8     | 2    | Kei Takase      | Japan               | 20,64    |

## Finale
27. August 2015, 20:55 Ortszeit  (14:55 MESZ)

Wind: −0,1 m/s
Über 200 Meter konnte im Vorfeld von einer kaum gefährdeten Favoritenposition für Usain Bolt ausgegangen werden. Auch auf dieser Distanz wurde in erster Linie der US-Amerikaner Justin Gatlin als sein schärfster Konkurrent eingeschätzt.

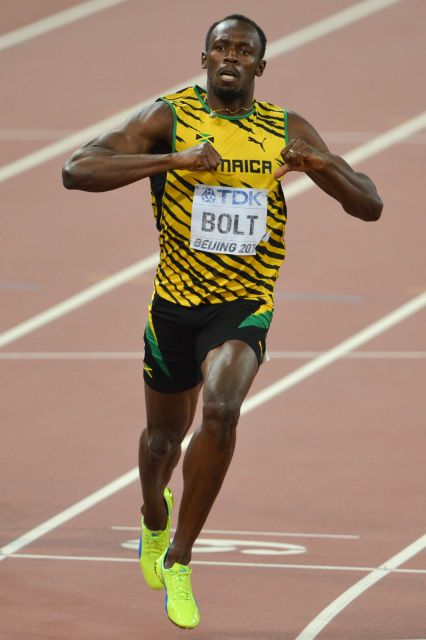
Weltmeister Usain Bolt
nach dem Finale

Bolt hatte nicht mehr ganz die überragende Form vergangener Jahre, als er noch Zeiten unter 19,30 Sekunden hatte laufen können. Doch auch mit seiner Siegeszeit von 19,55 s bei diesen Weltmeisterschaften gewann er das Rennen mit deutlichem Vorsprung. Knapp zwei Zehntelsekunden hinter ihm wurde Gatlin Vizeweltmeister. So gab es auf den ersten beiden Plätzen dieselbe Rangfolge wie über 100 Meter. Der Südafrikaner Anaso Jobodwana belegte überraschend den dritten Platz und stellte mit seinen 19,87 s einen neuen Landesrekord auf. Der viertplatzierte Jason Edward aus Panama verpasste nur hauchdünn eine Medaille, er lief zeitgleich mit Jobodwana ins Ziel. Diese vier Sprinter unterboten die 20-Sekunden-Marke. Der Brite Zharnel Hughes war als Fünfter bester Europäer in diesem Finale. Ramil Guliyev aus der Türkei belegte Rang sechs vor Femi Ogunode aus Katar und dem Jamaikaner Nickel Ashmeade.
| Platz | Bahn | Athlet          | Land           | Zeit (s) |
| ----- | ---- | --------------- | -------------- | -------- |
|       | 6    | Usain Bolt      | Jamaika        | 19,55 WL |
|       | 3    | Justin Gatlin   | USA            | 19,74    |
|       | 7    | Anaso Jobodwana | Südafrika      | 19,87 NR |
| 4     | 9    | Alonso Edward   | Panama         | 19,87 SB |
| 5     | 5    | Zharnel Hughes  | Großbritannien | 20,02 PB |
| 6     | 3    | Ramil Guliyev   | Türkei         | 20,11    |
| 7     | 2    | Femi Ogunode    | Katar          | 20,27    |
| 8     | 8    | Nickel Ashmeade | Jamaika        | 20,33    |

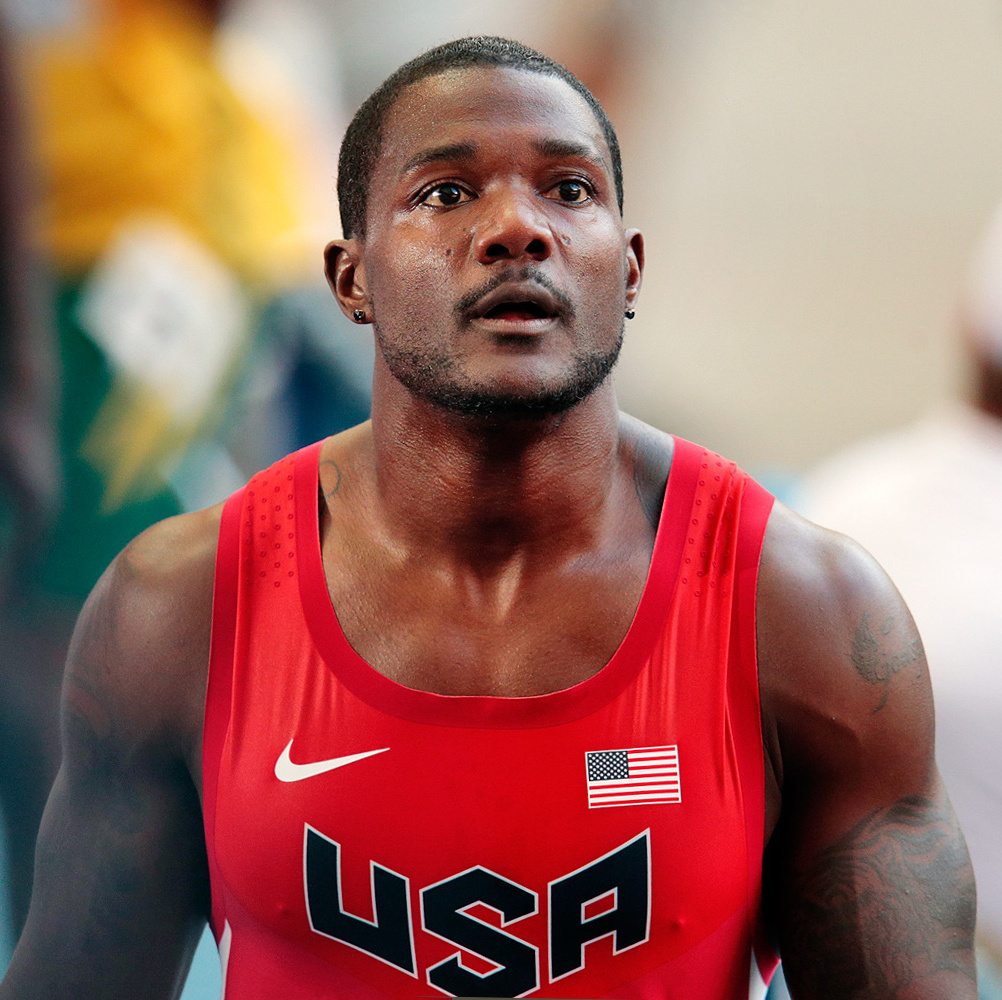
Vizeweltmeister Justin Gatlin, USA
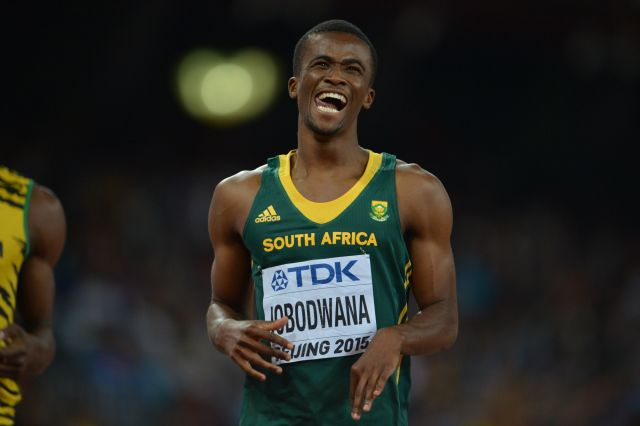
Der Südafrikaner Anaso Jobodwana Bromell belegte den dritten Platz
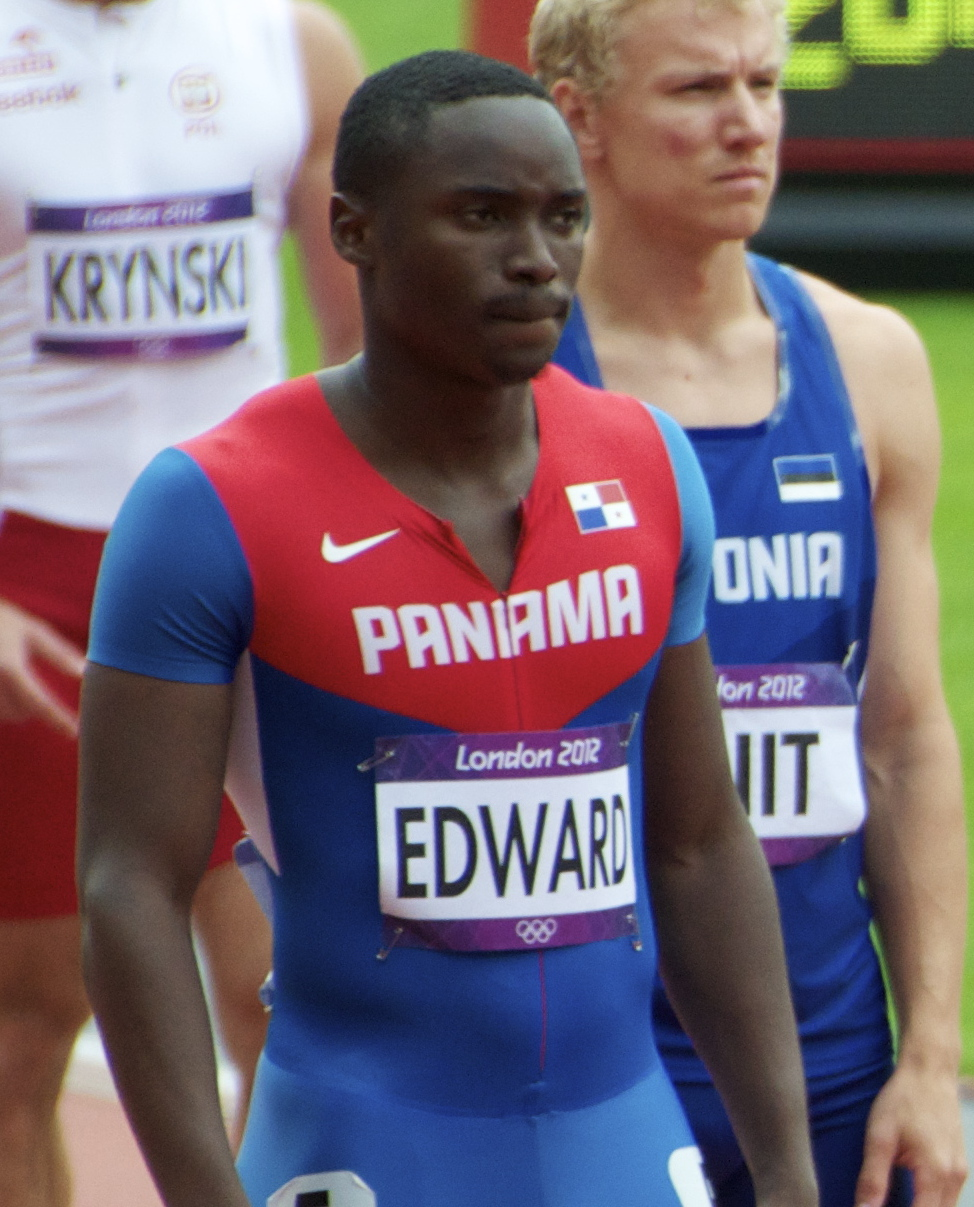
Alonso Edward aus Panama wurde Vierter

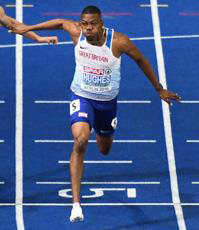
Rang fünf für den Briten Zharnel Hughes
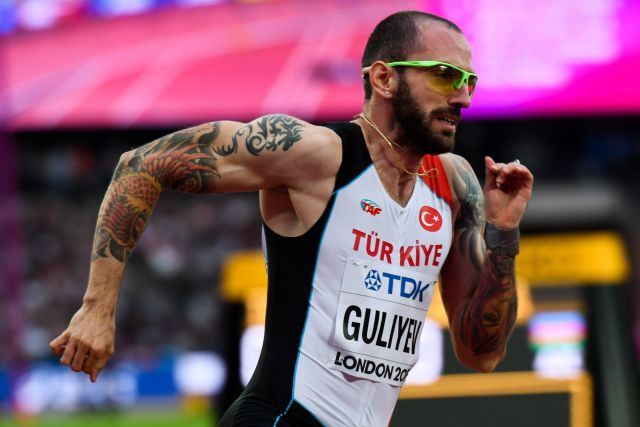
Der WM-Sechste Ramil Guliyev aus der Türkei
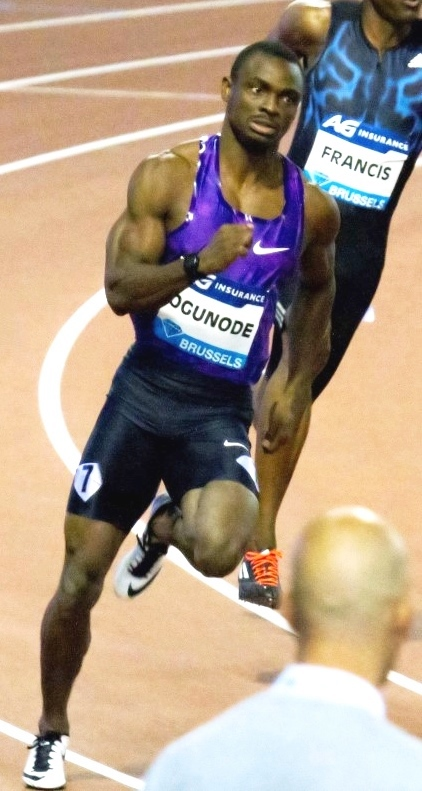
Femi Ogunde aus Katar erreichte Platz sieben
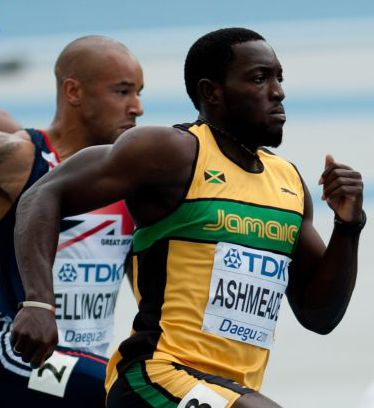
Der Jamaikaner Nickel Ashmeade kam im Finale auf den achten Rang